# Igor Konsztantyinovics Kunyicin
Igor Konsztantyinovics Kunyicin (Vlagyivosztok, 1981. szeptember 30. –) orosz hivatásos teniszező. Karrierje során 1 ATP-tornán diadalmaskodott: 2008-ban megnyerte a moszkvai Kremlin Cupot, a döntőben a korábbi világelső honfitársát, Marat Szafint legyőzve.

## ATP-döntői

### Egyéni

#### Győzelmei (1)
| Tornagyőzelmek (egyéni)           |
| Grand Slam (0)                    |
| Tennis Masters Cup (0)            |
| ATP Masters Series (0)            |
| ATP International Series Gold (0) |
| ATP International Series (1)      |

|   | Dátum             | Torna                | Borítás         | Ellenfél a döntőben | Eredmény a döntőben |
| 1 | 2008. október 12. | Kremlin Cup, Moszkva | Kemény (fedett) | Marat Szafin        | 7-6(6), 6-7(4), 6-3 |

### Páros

#### Elvesztett döntői (2)
|   | Dátum            | Torna                       | Borítás | Partner           | Ellenfelek a döntőben    | Eredmény a döntőben |
| 1 | 2006. június 19. | Nottingham Open, Nottingham | Fű      | Dmitrij Turszunov | Jonathan Erlich Andy Ram | 3-6, 2-6            |
| 2 | 2007. július 9.  | Hall of Fame TC, Newport    | Fű      | Nathan Healey     | Jordan Kerr Jim Thomas   | 3-6, 5-7            |

## Eredményei Grand Slam-tornákon
| Grand Slam | Australian Open | Australian Open | Roland Garros | Roland Garros   | Wimbledon | Wimbledon           | US Open  | US Open           |
| Év         | Eredmény        | Utolsó ellenfél | Eredmény      | Utolsó ellenfél | Eredmény  | Utolsó ellenfél     | Eredmény | Utolsó ellenfél   |
| 2002       | -               | -               | -             | -               | -         | -                   | 1. kör   | Noam Okun         |
| 2003       | -               | -               | -             | -               | 1. kör    | Jan-Michael Gambill | -        | -                 |
| 2004       | -               | -               | -             | -               | -         | -                   | -        | -                 |
| 2005       | -               | -               | -             | -               | -         | -                   | -        | -                 |
| 2006       | -               | -               | -             | -               | 2. kör    | Mihail Juzsnij      | 1. kör   | Dmitrij Turszunov |
| 2007       | 1. kör          | Fabrice Santoro | 1. kör        | Florent Serra   | -         | -                   | 2. kör   | Carlos Moyà       |
| 2008       | -               | -               | -             | -               | 1. kör    | Thomaz Bellucci     | 1. kör   | Fernando Verdasco |

## Év végi világranglista-helyezései
| Év       | 1998 | 1999 | 2000 | 2001 | 2002 | 2003 | 2004 | 2005 | 2006 | 2007 | 2008 |
| Helyezés | 432  | 322  | 259  | 391  | 149  | 193  | 158  | 129  | 94   | 116  | 44   |